# Премия Фридриха Хеббеля
Премия Фридриха Хеббеля (нем. Friedrich-Hebbel-Preis) — ежегодная премия, присуждаемая организацией Фридриха Хеббеля. Церемония награждения проводится каждый год 18 марта, в день рождения драматурга (1813—1863). Премия вручается ныне живущим деятелям искусства, за выдающиеся достижения, является переходящей и сопровождается денежной дотацией в 5000 евро.
Премия была учреждена в 1913 году. В период с 1922 по 1953 год премия никому не вручалась. С 1954 года премия Фридриха Хеббеля снова регулярно (с некоторыми исключениями) вручалась деятелям искусства.

## Награждённые
- 2008 — Ульф Эрдман Циглер / Ulf Erdmann Ziegler
- 2006 — Марайке Крюгель / Mareike Krügel
- 2004 — Карен Дюве / Karen Duve
- 2003 — не выдавалась
- 2002 — Феридун Заимоглу/ Feridun Zaimoğlu
- 2001 — Хеннинг Аренс / Henning Ahrens
- 2000 — Никола Анне Мельхорн / Nikola Anne Mehlhorn
- 1999 — не выдавалась
- 1998 — Катарина Хёккер / Katharina Höcker
- 1997 — Дирк Лорнсен / Dirk Lornsen
- 1996 — Райнхард Шойбле / Reinhard Scheuble
- 1995 — не выдавалась
- 1994 — Хайнер Эгге / Heiner Egge
- 1993 — Дирк фон Петерсдорф
- 1992 — Аксель Марквардт / Axel Marquardt
- 1991 — Тадеуш Галя / Tadeusz Galia
- 1990 — Ильзе Бель / Ilse Behl
- 1989 — не выдавалась
- 1988 — Вольфрам Айке / Wolfram Eicke
- 1987 — Дорис Рунге / Doris Runge
- 1986 — Олаф Плотц / Olaf Plotz
- 1984—1985 — не выдавалась
- 1983 — Манфред Шлютер / Manfred Schlüter
- 1982 — Геррит Беккер / Gerrit Bekker и Фридрих Вильгельм Бремер / Friedrich Wilhelm Bremer
- 1981 — не выдавалась
- 1980 — Йохен Миссфельдт / Jochen Missfeldt
- 1979 — Аннемари Цорнак / Annemarie Zornack среди прочих
- 1978 — Фриц Кудниг / Fritz Kudnig, Петер Штайнбах / Peter Steinbach
- 1977 — Михаэль Августин / Michael Augustin
- 1976 — / Fritz During, /Hans Holtorf и /Dagmar Schulze-Ross
- 1975 — / Wilhelm Petersen, /Fritz Kudnig и /Otto Wulk
- 1974 — / Ulla Leippe и /Frauke Mißfeld-Bünz
- 1973 — / Gertrud-Wiebke Schröder, /Hans-Adolf Pierre Schumann и /Bernd Fleischhacker
- 1972 — / Gudrun Münster и /Hans-Günther Schnoor
- 1971 — / Gerhard Bettermann, /Oskar Matthies, /Kurt Matthies и /Hans Plutta
- 1970 — / Albert Mähl и /Rudolf Klein
- 1969 — / Waldemar Augustiny и /Hans Holtorf
- 1968 — / Gertrud-Wiebke Schröder и Альберт Эребё/Albert Aereboe
- 1967 — не вручалась
- 1966 — / Ernst O. Schlöpke
- 1964 — / Joachim Schweppe
- 1963 — / Kurt Matthies
- 1959—1962 — не выдавалась
- 1958 — / Christian Jenssen, /Gertrud-Wiebke Schröder, /Martin Luserke, /Hans Holtorf и /Kurt Matthies
- 1957 — / Christian Jenssen, /Gertrud-Wiebke Schröder, /Walter Rössler
- 1956 — не выдавалась
- 1955 — / Christian Jenssen, /Friedrich Griese
- 1954 — /Christian Jenssen
- 1922—1953 — не выдавалась
- 1921 — / Charlotte Niese
- 1920 — / Stine Andresen и /Hans Gross
- 1919 — / Stine Andresen и /Hans Groß
- 1918 — / Stine Andresen и /Hans Groß
- 1917 — / Stine Andresen
- 1915—1916 — не выдавалась
- 1914 — /Adolf Bartels
- 1913 — /Johann Hinrich Fehrs